# مانوئل آکانجی
مانوئل اوبافمی آکانجی (انگلیسی: Manuel Obafemi Akanji؛ زادهٔ ۱۹ ژوئیهٔ ۱۹۹۵) بازیکن فوتبال اهل سوئیس است که در پست مدافع میانی و مدافع کناری برای باشگاه فوتبال منچستر سیتی و تیم ملی فوتبال سوئیس بازی می‌کند.

## سابقه باشگاهی

### دورتموند
در ژانویه ۲۰۱۸ با مبلغ ۱۸ میلیون یورو از بازل به بوروسیا دورتموند منتقل شد و در ۲۷ سپتامبر همان سال اولین گل خود را برای باشگاه به ثمر رساند. آکانجی به دلیل اشتباهات زیادش در جریان شکست مقابل بایرن‌مونیخ در فصل ۲۰۱۹–۲۰۲۰ به‌طور گسترده مورد انتقاد قرار گرفت.

### منچستر سیتی
در ۱ سپتامبر ۲۰۲۲ آکانجی با مبلغ ۱۵ میلیون پوند به منچسترسیتی پیوست و قراردادی را تا سال ۲۰۲۷ امضا کرد.

## سابقه ملی
آکانجی اولین بازی خود را در تیم بزرگسالان سوییس در مسابقات مقدماتی جام جهانی ۲۰۱۸ انجام داد.

## زندگی شخصی
آکانجی در نفتنباخ، سوئیس از مادری سوئیسی و پدری نیجریه‌ای متولد شد.خواهر او سارا، فوتبالیست سابق برای تیم زنان وینترتور بود و اکنون سیاستمدار حزب سوسیال دموکراتیک سوئیس است.

## افتخارات

### باشگاهی

#### بازل
- قهرمانی سوپر لیگ فوتبال سوئیس(۲):۱۶–۲۰۱۵، ۱۷–۲۰۱۶
- قهرمانی جام حذفی فوتبال سوئیس(۱):۱۷–۲۰۱۶

#### دورتموند
- قهرمانی جام حذفی فوتبال آلمان(۱):۲۰۲۰–۲۱
- قهرمانی سوپر جام فوتبال آلمان(۱):۲۰۱۹

#### منچستر سیتی
- قهرمانی لیگ برتر فوتبال انگلستان:۲۳–۲۰۲۲[۶]
- قهرمانی جام حذفی فوتبال انگلستان:۲۳–۲۰۲۲[۷]
- قهرمانی لیگ قهرمانان اروپا:۲۳–۲۰۲۲[۸]
- قهرمانی سوپرجام اروپا:۲۰۲۳[۹]
- قهرمانی جام باشگاه‌های جهان:۲۰۲۳[۱۰]

### فردی
- جزو تیم منتخب سوپر لیگ فوتبال سوئیس:۲۰۱۷–۲۰۱۸